# 岡田さな
岡田 さな（おかだ さな、1984年2月26日 - ）は、日本のAV女優。イオンプロモーション所属。

## プロフィール
- 生年月日：1984年2月26日生まれ
- 出身地：神奈川県出身
- 血液型：A型
- スリーサイズ：B87(Ｄカップ)/W60/H90
- 身長：155cm
- 趣味：旅行
- 特技：スノーボード

## 作品

### アダルトビデオ
2006年
- sana. 岡田さな （4月21日、メディアバンク）
- 岡田さなのエロいSEXしてみました!! （5月26日、メディアバンク）
- 制服でエッチしよっ （6月23日、メディアバンク）
- 好きです潮吹き RIBON4時間BEST （7月21日、メディアバンク）
- 初中出し （8月4日、メディアバンク）
- さなにおまかせ! （8月26日、オーロラ）
- 岡田さな4時間傑作選 BEST OF SANA's SEXXX （9月15日、メディアバンク）
- 岡●さなの裏モザイク無しビデオ （10月18日、エイチ・エス映像）
- ミセスStylish VOL.03 （11月22日）
- 6周年記念作品 NO.1美女軍団 銀行強盗事件 中出し50連発 （12月7日、アイエナジー）
- 人妻の情事 V 夫以外の男に中出しされた妻たち （12月10日、隼エージェンシー）オムニバス作品
- THE TRAP （12月15日、ジェイモデル）
- 中出し@なんぱギャル （12月19日、ミスター・インパクト）オムニバス作品

2007年
- 近親強姦 VI （1月13日、隼エージェンシー）オムニバス作品
- フェラコレ2007冬SP （1月13日、隼エージェンシー）オムニバス作品
- キスマニア Vol.1 （1月19日、ミスター・インパクト）オムニバス作品
- こだわりの手コキ 4時間SP 3 40人のハンドメイド （2月10日、隼エージェンシー）オムニバス作品
- HIGH SOCKS SCHOOL GIRL （2月23日 笠倉出版社）
- オナニスト 第16章 （3月10日、隼エージェンシー）オムニバス作品